# Pauline van der Wildt
Pauline van der Wildt   (Schiedam, 29 de gener de 1944) és una nedadora neerlandesa, ja retirada, que va competir durant la dècada de 1960.
El 1964 va prendre part en els Jocs Olímpics d'Estiu de Tòquio on, fent equip amb Toos Beumer, Winnie van Weerdenburg i Erica Terpstra va guanyar la medalla de bronze en la prova dels 4x100 metres lliures del programa de natació.